# آشپزی گامبیایی

موقعیت مکانی گامبیا

گامبیا در واقع آشپزیی خاص خود را ندارد. غذاهایی که در آنجا یافت می‌شوند بیشتر از کشور همسایه سنگال می‌آیند که آشپزی آن تحت تأثیر فرانسوی‌ها است. مواد متداول شامل ماهی، برنج، بادام زمینی، گوجه فرنگی، لوبیا چشم‌بلبلی، لیمو، کاساوا، کلم، سیب زمینی، کدو تنبل، بادنجان، کاهو، برنج، کوسکوس، ذرت، فاندی، نمک، فلفل، پیاز، فلفل قرمز، و گیاهان مختلف است. صدف نیز یک غذای محبوب از رودخانه گامبیا است و توسط زنان برداشت می‌شود.

## غذاها

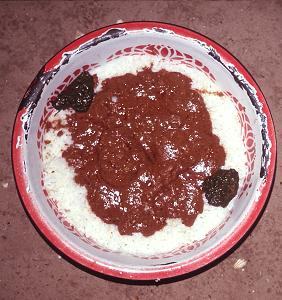
معافه

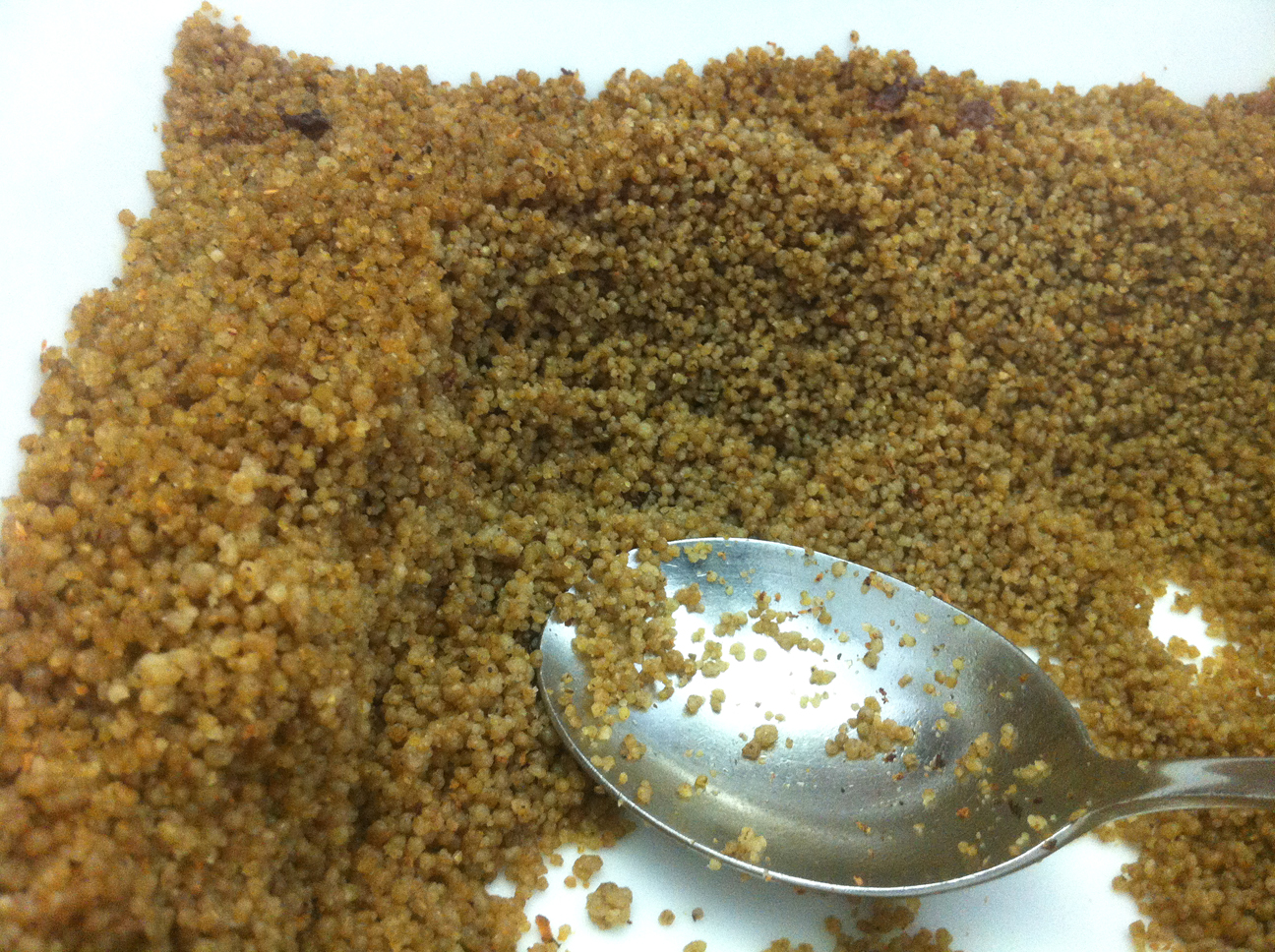
تیاکری

- بناچین، نام دیگر thieboudienne، یک غذای سنگالی است که به‌طور سنتی در یک قابلمه طبخ می‌شود (روشی که به آن نام می‌دهد). مواد مختلفی از جمله ماهی یا گوشت اضافه می‌شود، گیاهان، آب لیمو، ریحان، بادمجان، جعفری، پیاز، فلفل قرمز، گوجه فرنگی، کدو تنبل، هویج، کلم، کاساوا، فلفل، تخم مرغ باغی، ماهی خشک و روغن نباتی چاشنی شده و گاهی رب گوجه فرنگی برای رنگ اضافه می‌گردد
- کالدو یک غذای کامل ماهی بخارپز شده با طعم لیمو است که نوعی از یاسا است. معمولاً از جورتو یا Sompat استفاده می‌شود[۱]
- دومودا، یک غذای ماندینکا است که با خمیر بادام زمینی غلیظ، گوشت یا ماهی طعم‌دار شده با نمک، پیاز، گوجه‌فرنگی تازه، سیب‌زمینی، هویج، کلم، آب، رب گوجه‌فرنگی، آب لیمو، آب سوپ و برنج سفید درست می‌شود. دومو به معنی خوردن و دا به معنی دیگ خورش است[۱]
- مباهل یا نیانکاتانگ، یک غذا از ماهی دودی و نمکی است که با بادام زمینی، خرنوب یا لوبیا چشم سیاه، پیازچه، فلفل قرمز تازه، برنج سفید و گوجه فرنگی تلخ یا جاتو تهیه می‌شود.[۱]
- نیامبه نیبه، غذایی از کاساوا و لوبیا که با روغن، پیاز، فلفل قرمز، پایه سوپ، نمک، فلفل و ماهی سرخو سرخ شده درست می‌شود.[۱]
- سوپ فلفلی، خورش ماهی تند.
- یاسا یک غذا از مرغ کامل یا ماهی لیمویی است که با نمک، فلفل، پیاز، میخک، سیر، خردل، سس چیلی، آب لیمو، برنج و آب درست می‌شود (اگر با مرغ درست شود)[۱]
- ماهی قل‌قلی تهیه شده با بونگای آسیاب شده، پیاز، گوجه فرنگی، آرد سوخاری، جعفری، فلفل سیاه، روغن، آب سوپ، رب گوجه فرنگی، فلفل قرمز و برنج سفید[۱]
- مافه یک غذای ماندینکا است که از خمیر بادام زمینی و سبزیجات مختلف تهیه می‌شود.
- خورش صدف[۱]
- تیاکری، غذای شیرینی که از کوسکوس (گندم یا ارزن)، شیر (یا شیر تغلیظ شده یا ماست شیرین شده) و ادویه تهیه می‌شود. چاکری یک پودینگ کوسکوس است.